# Bill Tanner

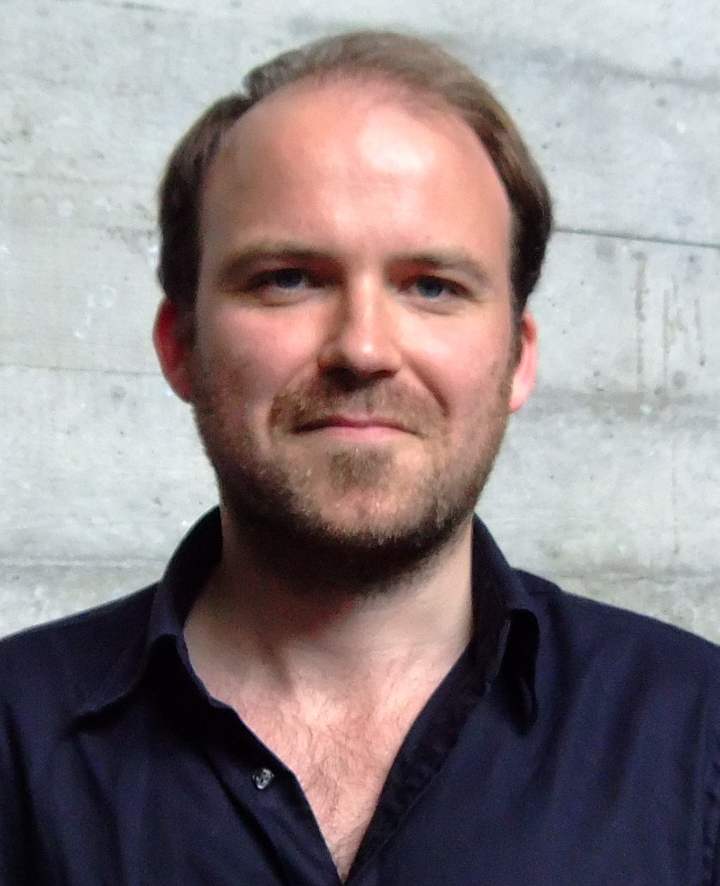
Bill Tanner personaje recurrente en las novelas de Ian Fleming y John Gardne

Bill Tanner es el jefe de personal del MI6 en la saga James Bond. Tanner es un personaje fijo de las novelas de Ian Fleming y John Gardner; aunque nunca ha sido considerado como uno importante en la saga cinematográfica. Su aparición más destacada fue en For Your Eyes Only, en la que tras la muerte de Bernard Lee (M) él tiene un papel más importante cumpliendo su ausencia.

## Novelas
En las novelas de Ian Fleming tiene un papel poco relevante, aunque luego seguiría apareciendo en la continuación de John Gardner.
Templado cuando hay problemas, y bendecido con un gran sentido del humor, Tanner es el jefe de personal de M. También es el más firme aliado de Bond en el Servicio, y a menudo disfruta de sesiones de golf cuando está fuera de trabajo. Hombre de familia, Tanner tiene un poco de envidia por la libertad de la que disfruta Bond.

## Actores

### Michael Goodliffe
- The Man with the Golden Gun (1974)

### James Villiers
- For Your Eyes Only (1981)

### Michael Kitchen
- GoldenEye (1995)
- The World Is Not Enough (1999)

### Rory Kinnear
- Quantum of Solace (2008)
- Skyfall (2012)
- Spectre (2015)
- Sin tiempo para morir (2021)

- Datos: Q2024961